# Кшижанув (Пйотрковський повіт)
Кшижанув (пол. Krzyżanów) — село в Польщі, у гміні Воля-Кшиштопорська Пйотрковського повіту Лодзинського воєводства.
Населення — 328 осіб (2011).
У 1975-1998 роках село належало до Пйотрковського воєводства.

## Демографія
Демографічна структура станом на 31 березня 2011 року:
|          | Загалом | Допрацездатний вік | Працездатний вік | Постпрацездатний вік |
| -------- | ------- | ------------------ | ---------------- | -------------------- |
| Чоловіки | 166     | 36                 | 106              | 24                   |
| Жінки    | 162     | 32                 | 84               | 46                   |
| Разом    | 328     | 68                 | 190              | 70                   |